# Edward Lenkiewicz
Edward Lenkiewicz (ur. 7 czerwca 1926 w Białej Podlaskiej, zm. 2 listopada 2011 w Olsztynie) – polski okulista, profesor nauk medycznych. 

## Życiorys
Syn Edwarda i Anny (z domu Domańskiej). Uczęszczał do Prywatnego Gimnazjum i Liceum im. Krzeczkowskiej w Lublinie, gdzie zdał maturę w 1946. Dyplom lekarski uzyskał w 1952 na Akademii Medycznej w Lublinie. W latach 1952–1957 w ramach służby wojskowej pracował jako ordynator oddziału okulistycznego w Wojewódzkim Szpitalu Garnizonowym w Olsztynie.
Doktoryzował się na podstawie pracy pt. „Badania nad działaniem antybiotyków na oporne szczepy bakteryjne w leczeniu schorzeń spojówki i rogówki” (promotorem był Tadeusz Krwawicz). W 1973 uzyskał habilitację, a w 1985 - tytuł profesorski.
W 1970 został ordynatorem nowo wybudowanego oddziału okulistycznego w olsztyńskim Wojewódzkim Szpitalu Zespolonym i na tej funkcji pozostał do 1997 (przez 27 lat). W okresie 1992–1996 był przewodniczącym rady Fundacji im. Prof. Tadeusza Krwawicza.
Był członkiem Polskiego Towarzystwa Okulistycznego (członek zarządu głównego, przewodniczący oddziału olsztyńskiego) oraz Polskiego Towarzystwa Lekarskiego. Zainteresowania badawcze i kliniczne E. Lenkiewicza dotyczyły m.in. stosowania kriochirurgii w leczeniu zaćmy i schorzeń rogówki. Swoje prace publikował w czasopismach polskich i zagranicznych, m.in. w "Klinice Ocznej".